# Playa Gipy
Playa Gipy Es una playa en la isla de Curazao, un territorio dependiente con estatus de país autónomo del Reino de los Países Bajos. La playa está ubicada en el extremo norte de la isla, cerca del pueblo de Westpunt. La playa es pequeña y rocosa, y la línea de costa es de difícil acceso. No hay instalaciones . La playa es visitada por tortugas bobas.